# Quelli della domenica
Quelli della domenica è stata una trasmissione televisiva della Rai andata in onda sul Programma Nazionale dal 21 gennaio al 30 giugno 1968. Inizialmente il titolo, per le prime due puntate era Una domenica con voi, come lo riporta il Radiocorriere TV.

## Il programma

Paolo Villaggio nei panni del Professor Kranz, mentre assegna al pubblico uno dei suoi personali cammelli di peluche (1968)

Collocato nella domenica pomeriggio al termine della tv per ragazzi e prima del secondo tempo di una partita di calcio di serie A, il programma si basava su una serie di numeri comici di giovani talenti: segnò il debutto televisivo del duo Cochi e Renato e di Paolo Villaggio, quest'ultimo nei provocatori panni del Professor Kranz e in quelli remissivi di Giandomenico Fracchia.
Tra gli ospiti che vi parteciparono si ricordano: Little Tony, Anna Identici, Dori Ghezzi, The Rokes, Ornella Vanoni, Adriano Celentano.
I testi erano affidati a Marcello Marchesi, Italo Terzoli ed Enrico Vaime, con la collaborazione di Maurizio Costanzo. L'orchestra era condotta da Gorni Kramer.
Il programma era realizzato negli studi Rai di Milano.